# Casal Català de Montevideo
El Casal Català de Montevideo és una entitat cultural i recreativa catalana fundada a Montevideo (Uruguai) el 1926 per un grup catalanista escindit del Centre Català de Montevideo i format per Ramon Panedas, Albà Rosell i Llongueras, Antoni Duró, Joan Oliver, Joan Flo, Francesc Pla i Lluis Castelló. El 1990 tenia 250 socis, gaudia d'una biblioteca d'obres catalanes, un grup teatral i un esbart dansaire. El portaveu és la revista escrita totalment en català Manelic, fundada el 1954.
El 1936 organitzà el Congrés de Catalans de les Repúbliques del Plata, i quan Lluís Companys fou afusellat, constituí un comitè d'homenatge que organitzà commemoracions anuals i promogué la inauguració d'una plaça amb el nom de Lluís Companys i un monument de l'escultor Joan Serra a Montevideo el 1944. També col·laborà en l'organització dels Jocs Florals de la Llengua Catalana a Montevideo el 1949 i el 1963. El 1993 va rebre la Creu de Sant Jordi.
Els 24 de juny se celebra la Nit de Sant Joan a Montevideo. L'actual presidenta és Maria Gibert, nascuda el 1945 a Garrigàs.